# Tuez Johnny Ringo
Pour plus de détails, voir Fiche technique et Distribution.
Tuez Johnny Ringo (Uccidete Johnny Ringo) est un western spaghetti de Gianfranco Baldanello sorti en 1966.

## Synopsis
Johnny Ringo, un Texas Ranger, reçoit la mission de se rendre dans une ville de l'Ouest pour y démasquer une bande de faux-monnayeurs. Arrivé sur place, il ne lui faut pas longtemps pour comprendre que le malfrat qui y règne est un dénommé Jackson. Il a dès lors déjà trouvé son suspect.
Annie est la maitresse forcée de Jackson, et ne demande qu'à s'enfuir avec son amant, Ray Scott, un des employés du bandit. Lorsque Jackson démasque ce dernier, il le fait accuser de meurtre. Ray réussit à s'enfuir. Mais Ringo, en tant que représentant de la loi, retrouve Ray dans le but de faire un procès dans les règles de l'art. Annie et Christine, la sœur de l'accusé, savent que Jackson tuera Ray s'ils se retrouvent devant le juge. Aidées de Ringo et du shérif, elles doivent réussir à faire tomber Jackson.

## Fiche technique[1]
- Titre : Tuez Johnny Ringo
- Titre original : Uccidete Johnny Ringo
- Réalisateur : Gianfranco Baldanello (sous l'alias Frank G. Carroll)
- Scénario : Arpad DeRiso et Nino Scolaro (alias Henry Wilson)
- Bande son : Giuseppe Caruso
- Directeur de la photographie : Marcello Masciocchi (alias Marc Lane)
- Montage : Bruno Mattei (alias J.B. Matthews)
- Directeur artistique : Luciano Vincenti
- Chef décorateur : Emilio Zago
- Maquilleur : Ultimo Peruzzi
- Société de production : La Cine Associati
- Format : Couleur - 1.37:1 - 35 mm - Mono
- Pays :  Italie
- Langue : Italien
- Genre : Western
- Durée : 95 minutes
- Date de sortie :
  -  Italie : 6 mai 1966
  -  France : 30 août 1967

## Distribution
- Brett Halsey : Johnny Ringo
- Greta Polyn : Annie
- Guido Lollobrigida (alias Lee Burton) : le shérif Parker
- Nino Fuscagni (alias Ray Scott) : Ray Scott
- Angelo Dessy (alias James Harrison) : Jackson
- Barbara Loy : Christine Scott
- Guglielmo Spoletini (alias William Bogart) : José
- Franco Gulà (alias Frank Gulas) : Whiskey Pete